# Jurijs Karašausks
Jurijs Karašausks (in russo Юрий Карашаускас?; 18 gennaio 1970) è un ex calciatore ed ex giocatore di calcio a 5 lettone, di ruolo attaccante.

## Carriera

### Club
Cominciò la carriera nel 1988 con il RŠVSM-RAF Jelgava formazione di Vtoraja Liga; nella stessa stagione giocò anche per il Daugava Rīga in Pervaja Liga 1988. Nel 1989 giocò nel campionato statale estone con lo Zvezda Tallinn, vincendolo.
Dal 1991 giocò con il Pārdaugava, prima nella formazione riserve, poi con la prima squadra che disputò la prima edizione della Virslīga. Rimase al Pardaugava fino al 1994, quando si trasferì al Vidus Riga; nel corso della stassa stagione fece ritorno al RAF Jelgava, nome con cui era allora conosciuto l'ex RASMS-RAF Jelgava. Con tale club esordì nelle coppe europee: l'8 agosto 1995 debuttò contro l'Afan Lido, mettendo subito a segno una rete nell'andata del turno preliminare di Coppa UEFA 1995-1996.
Tra il 1996 e il 1998 giocò con il Dinaburg, sempre in Virslīga. Chiuse la carriera al Rīga dove disputatò le stagioni 1999 e 2000, vincendo la Coppa di Lettonia 1999, in cui giocò da titolare la finale contro lo Skonto.
Terminata la carriera nel calcio, Karašausks si dedicò al calcio a 5 giocando con Policijas e Olimp Riga.

### Nazionale
Tra il 1995 e il 1998 ha totalizzato 6 presenze in nazionale

## Statistiche

### Cronologia presenze e reti in Nazionale
| Cronologia completa delle presenze e delle reti in nazionale ― Lettonia | Cronologia completa delle presenze e delle reti in nazionale ― Lettonia | Cronologia completa delle presenze e delle reti in nazionale ― Lettonia | Cronologia completa delle presenze e delle reti in nazionale ― Lettonia | Cronologia completa delle presenze e delle reti in nazionale ― Lettonia | Cronologia completa delle presenze e delle reti in nazionale ― Lettonia | Cronologia completa delle presenze e delle reti in nazionale ― Lettonia | Cronologia completa delle presenze e delle reti in nazionale ― Lettonia |
| Data                                                                    | Città                                                                   | In casa                                                                 | Risultato                                                               | Ospiti                                                                  | Competizione                                                            | Reti                                                                    | Note                                                                    |
| ----------------------------------------------------------------------- | ----------------------------------------------------------------------- | ----------------------------------------------------------------------- | ----------------------------------------------------------------------- | ----------------------------------------------------------------------- | ----------------------------------------------------------------------- | ----------------------------------------------------------------------- | ----------------------------------------------------------------------- |
| 6-9-1995                                                                | Riga                                                                    | Lettonia                                                                | 5 – 0                                                                   | Liechtenstein                                                           | Qual. Euro 1996                                                         | -                                                                       | 75’                                                                     |
| 12-3-1996                                                               | Larnaca                                                                 | Cipro                                                                   | 1 – 1                                                                   | Lettonia                                                                | Amichevole                                                              | -                                                                       | 82’                                                                     |
| 10-7-1997                                                               | Vilnius                                                                 | Estonia                                                                 | 1 – 2                                                                   | Lettonia                                                                | Coppa del Baltico 1997                                                  | -                                                                       | 58’                                                                     |
| 11-7-1997                                                               | Vilnius                                                                 | Lituania                                                                | 1 – 0                                                                   | Lettonia                                                                | Coppa del Baltico 1997                                                  | -                                                                       | 62’                                                                     |
| 19-8-1997                                                               | Riga                                                                    | Lettonia                                                                | 1 – 1                                                                   | Azerbaigian                                                             | Amichevole                                                              | -                                                                       | 69’                                                                     |
| 21-4-1998                                                               | Liepaja                                                                 | Lettonia                                                                | 1 – 2                                                                   | Lituania                                                                | Coppa del Baltico 1998                                                  | -                                                                       | 55’                                                                     |
| Totale                                                                  |                                                                         | Presenze                                                                | 6                                                                       |                                                                         | Reti                                                                    | 0                                                                       |                                                                         |

## Palmarès

### Club
- Campionato estone: 1

Zvezda Tallinn: 1989
- Coppa di Lettonia: 1

Riga: 1999